# خواهران تامپسون
خواهران تامپسون، تیلور ماری تامپسون و توری دان تامپسون، خواننده و بازیگر اهل ایالات متحده آمریکا هستند.